# Billie Eilish
Billie Eilish Pirate Baird O’Connell (Los Angeles, Kalifornia, 2001. december 18.–) kétszeres Oscar-díjas, kilencszeres Grammy-díjas, kétszeres Golden Globe-díjas amerikai énekesnő és dalszerző. 2015-ben lett először ismert, mikor 14 évesen SoundCloud-on kiadta Ocean Eyes című kislemezét. A dalt testvére, Finneas O’Connell írta, akivel azóta is együtt dolgozik zenéin. A debütáló középlemeze, a Don't Smile at Me (2017) megjelenésekor kisebb sikernek örvendett, de 2019-ben sleeper hit lett. Az EP nyolc kislemezt, illetve a Hostage című dalt tartalmazza.
Debütáló stúdióalbuma When We All Fall Asleep, Where Do We Go? címen jelent meg 2019 márciusában és a Billboard 200, illetve a UK Albums Chart első helyén debütált. 2019 legtöbbet eladott albuma lett. Az albumról hét kislemez jelent meg, közülük az ötödik, a Bad Guy lett Eilish első és eddigi egyetlen dala, amely elérte a Billboard Hot 100 első helyét. 2020-ban felvette a Nincs idő meghalni James Bond-filmnek főcímdalát No Time to Die címen, amely első helyet ért el a Brit kislemezlistán, az énekes első dala, amelynek ez sikerült. A Bad Guyon kívül az Everything I Wanted, a My Future, Therefore I Am és a Your Power című kislemezei mind elérték a slágerlisták tíz legjobb helyét az Egyesült Államokban és az Egyesült Királyságban is. Utóbbi három és a Lost Cause, NDA, illetve az albummal azonos  című dalai Eilish  Happier Than Ever nevezetű második nagylemezén hallhatók.
Több elismerést is elnyert, többek között kilenc Grammy-díjat, kilenc AMA-díjat, két Guinness Világrekordot, három MTV Video Music Awards-díjat és egy Brit Award-ot. A legfiatalabb előadó, aki elnyerte mind a négy fő Grammy-kategóriában (Legjobb új előadó, Az év felvétele, Az év dala, Az év albuma) a díjat egy évben. 2019-ben a Time magazin helyet adott neki a Time 100 Next listáján. A digitális-éra 26. legtöbb minősítést elnyerő előadója az Amerikai Hanglemezgyártók Szövetsége (RIAA) szerint.

## Élete és karrierje

### Kezdetek és az Ocean eyes
Billie Eilish a Los Angeles-i Highland Parkban nőtt fel, egy színészekből és zenészekből álló családban. Szülei Maggie Baird és Patrick O’Connell. Főként ír és skót felmenőkkel rendelkezik. Otthon tanult, nem járt iskolába, és nyolcévesen tagja lett a Los Angeles Children’s Chorus-nak. 11 éves korában Eilish megkezdte saját dalainak írását és éneklését, az idősebb testvére, Finneas O’Connell után, aki már a saját zenekarával írta és adta elő saját dalait. 2015-ben Eilish felvette az Ocean Eyes c. dalát, amelyet kezdetben Finneas írt a zenekarához, és elküldte a tánctanárának, aki segített egy táncot koreografálni.
Az Ocean Eyes Billie debütáló kislemezeként jelent meg a SoundCloud alkalmazásban 2016-ban. Március 24-én jelent meg a zenei videó, november 22-én pedig egy olyan videóklip, amelyben a tánckoreográfia is szerepel. Még ebben az évben Billie megjelentette a Six Feet Under kislemezét. Az Ocean Eyes november 18-án a Darkroom és az Interscope Records kiadókon keresztül világszerte eljutott. 2017. január 14-én Billie az Ocean Eyes című dalának négy remixéből összeállított egy EP-t.

### 2016–2017: az áttörés és aDon’t Smile at Me
Az Ocean Eyes-remixek sikerét követően Eilish megjelentette a Bellyache című kislemezét 2017. február 24-én. A Bellyache producere és társírója Finneas O’Connell volt, a zenéhez kapcsolódó videóklipet Miles and AJ rendezte, és 2017. március 22-én jelent meg. Március 30-án Eilish megjelentetett egy Bored című számot a 13 okom volt c. Netflix-sorozathoz. Június 30-án Eilish megjelentetett egy Watch című kislemezt, majd július 11-én a Copycat-et. Ugyanezen a napon bejelentette, hogy érkezni fog egy EP-je Don’t Smile at Me néven. Július minden péntekén egy újabb kislemezzel bővítette az EP-t, így jelentek meg az Idontwannabeyouanymore és My Boy kislemezek. A Don’t Smile at Me-t augusztus 12-én adták ki. A kiadás után Eilish együttműködött Vince Staples amerikai rapperrel, és a Watch című kislemezt remixelték át, amely a &Burn címet kapta. Az EP ezért ismét kiadásra került.

### 2018–2020:When We All Fall Asleep, Where Do We Go?

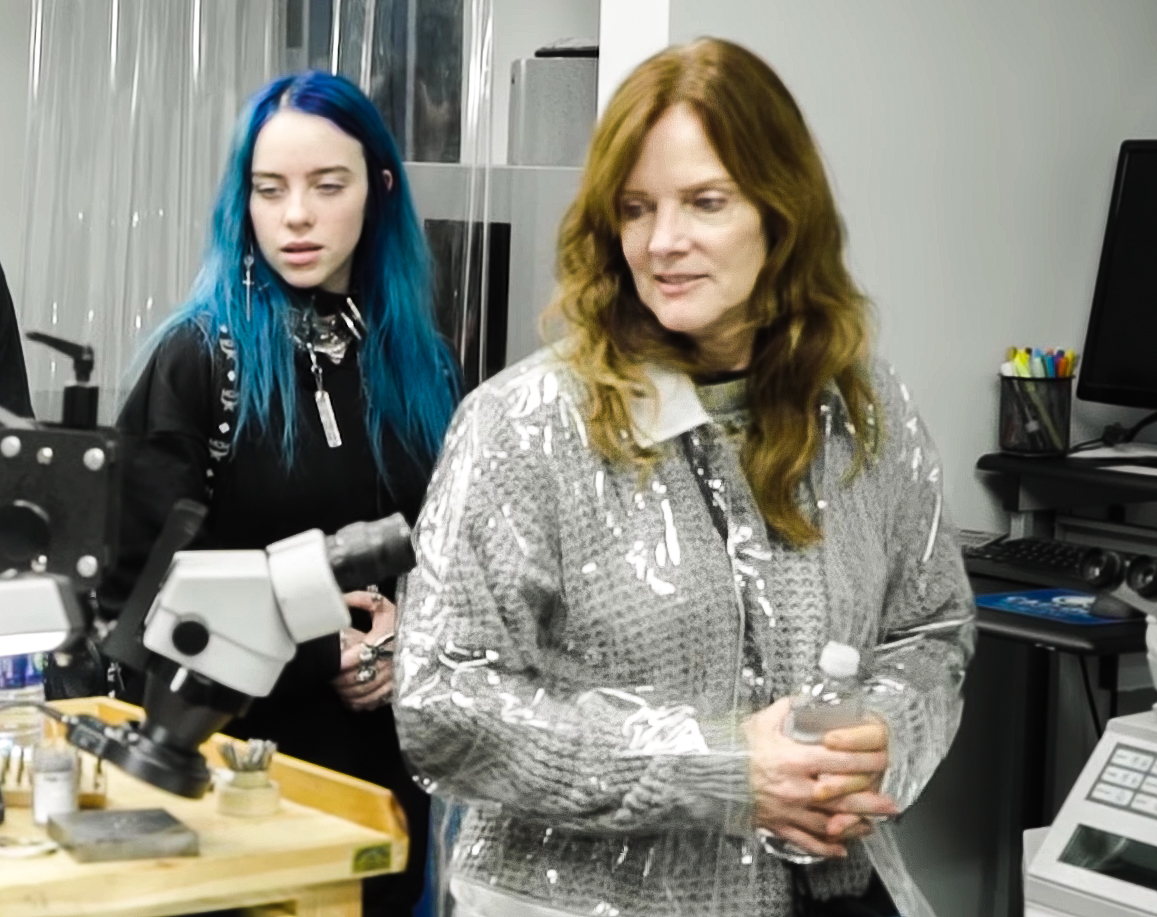
Billie Eilish anyjával, Maggie Baird színésznővel 2018 novemberében

2018 februárjában Eilish csatlakozott a Where’s My Mind Tour-hoz, amely 2018 áprilisában zárult le. Ugyanebben a hónapban megjelent a Lovely című kislemez, amelyben közreműködik az amerikai énekes-dalszerző Khalid is. A dal szerepel a 13 okom volt második évadának filmzenéjében. Kiadásra került a Bitches Broken Hearts és a You Should See Me in a Crown című kislemeze is. 2018. október 17-én megjelent Eilish When the Party’s Over c. dala is. 2019. január 30-án Eilish kiadta a soron következő albuma, a When We All Fall Asleep, Where Do We Go? harmadik kislemezét, a Bury a Friend-et. Március 4-én jelent meg az album negyedik kislemeze, a Wish You Were Gay, március 29-én pedig maga az album.
A When We All Fall Asleep, Where Do We Go a Billboard 200 és a brit albumlista élén debütált, ezzel Eilish lett az első 2000-es években született előadó, akinek az albuma a Billboard 200 élére került, és minden idők legfiatalabb női előadója, aki a brit albumlistán elérte az első helyet. Az album megjelenésével Eilish a Billboard Hot 100-as listáján is rekordot döntött, miszerint egyidejűleg 14 dala szerepelt a listán egy kivételével (Goodbye) az albumról: ennyi dala korábban még egyetlen női előadónak sem szerepelt egyszerre a slágerlistán. Az ötödik kislemez, a Bad Guy az albummal  jelent meg, és számos országban, köztük az Egyesült Államokban és Magyarországon is elérte az első helyet, ezzel Amerikában letaszította a trónról az Old Town Road-ot, amely 19 hétig állt az élen. Ő az első 2000-es években született előadó, aki elérte a Billboard Hot 100 első helyét, valamint a legfiatalabb előadó Lorde óta, aki a Royals kislemezével volt az élen 2013-ban, mindössze 16 évesen és 11 hónaposan. A dal egy átdolgozott változata 2019 júliusában jelent meg Justin Bieber közreműködésével.
A When We All Fall Asleep Tour turnéját a Coachella Fesztiválon indította el 2019 áprilisában. A turné november 17-én zárult Mexikóvárosban. Szeptember 27-én bejelentette a 2020. március 9-én Miamiban induló Where Do We Go? World Tour-t, amely július 27-én fejeződik be Londonban.
2019. november 7-én Jack White Third Man Records kiadója bejelentette, hogy Eilish előadásáról egy akusztikus élőalbumot jelenítenek meg. November 13-án jelent meg Eilish következő kislemeze, az Everything I Wanted. November 20-án Eilisht 6 Grammy-díjra jelölték, köztük az év felvételéért, az év daláért (Bad Guy), az év albumáért, valamint a legjobb új előadónak. 17 évesen ő a legfiatalabb előadó, akit mind a négy általános kategóriában jelöltek. Ugyanabban a hónapban a Billboard „az év nőjének” választotta Eilisht.

### 2020–napjainkig:Happier Than EverésHit Me Hard and Soft
2020. január 14-én bejelentették, hogy Eilish énekli az azonos című dalt a 25. James Bond-filmhez, a Nincs idő meghalnihoz. A dalt Eilish bátyjával, Finneas O’Connell-lel közösen írta és végzett rajta produceri munkákat. A 62. Grammy-gálán ő lett a legfiatalabb előadó és az első női előadó, aki mind a négy fő kategóriában (a legjobb új előadónak, az év felvételéért, az év daláért és az az év albumáért) nyert egy díjat, ráadásul ugyanabban az évben. 2020-ban a legfiatalabb személy lett, aki szerepelt a Forbes Celebrity 100 listán, 53 millió dolláros bevétellel.
2020 márciusában részt vett az iHeart Media Living Room Concert for America nevű jótékonysági koncertjén, ahol a koronavírus-járvány miatt bajba került amerikai családok számára gyűjtöttek pénzt. 2020. július 31-én kiadta a My Future című kislemezét.
2020 októberében elnyert három Billboard Music Awards díjat a 12-ből, amire jelölve volt. Ugyanebben a hónapban bejelentette a Therefore I Am kislemezének megjelenését, amelyet 2020. november 12-én adtak ki egy videóklippel együtt. Decemberben előadta a dalt és a My Future-t az évente megtartott Jingle Ball koncerten.
Egy 2020 októberében adott interjúban elmondta, hogy dolgozik egy újalbumon, amelyen 16 dal fog szerepelni és 2021-ben várható megjelenése.
2021. január 21-én Rosalia-val együttműködve kiadta a Lo Vas A Olvidar című kislemezt, amelyet az HBO Eufória című sorozatához írtak, két évvel azt követően, hogy először megmutatta a dal egy részletét. Kiadta a Billie Eilish: Kicsit homályos a világ című dokumentumfilmet, amelyet R. J. Cutler rendezett és 2018-ban kezdtek forgatni. A film betekintést ad életébe. A 63. Grammy-gálán két díjat nyert Az év felvétele (Everything I Wanted) és a Legjobb film‑, és más vizuális média számára írt dal (No Time To Die) kategóriákban. Mikor elfogadta a díját az Év felvétele kategóriában, elmondta, hogy szerinte Megan Thee Stallion-nak kellett volna nyernie.
2021. április 27-én bejelentette második stúdióalbumának, a Happier Than Ever-nek megjelenési dátumát. Az album 2021. július 30-ra várható. Ezt követően bejelentette a Your Power kislemezének megjelenését is.

## Aktivizmus
Eilish vegetáriánusként nőtt fel, az állatok jogainak és a veganizmusnak szószólója közösségi médián. 2019-ben elnyerte a PETA Best Voice for Animals díjat.
2020 óta támogatója az egyenlő szavazati jogoknak az Egyesült Államokban és a 2020-as választások előtt többször is felszólította rajongóit, hogy regisztráljanak szavazatukért. 2020 augusztusban fellépett a 2020-as Demokrata Nemzeti Gyűlésen, ahol kifejezte támogatását Joe Biden elnökjelölt felé.

## Magánélete
Eilish pályafutása első éveiben szüleivel élt Los Angeles Highland Park szomszédságában. Tourette-szindrómás és depresszióban szenvedett, ezek mellett szinesztéziával is van tapasztalata.
2022-től 2023-ig kapcsolatban volt a The Neighbourhood együttes frontemberével, Jesse Rutherforddal.
2023 novemberében egy interjúban megosztotta a férfiak mellett a nők iránti vonzódását, azt mondva, hogy „Azt hittem egyértelmű volt.”

## Diszkográfia

### Stúdióalbumok
- When We All Fall Asleep, Where Do We Go? (2019)
- Happier Than Ever (2021)
- Hit Me Hard and Soft (2024)

### Középlemezek
- Don't Smile at Me (2017. augusztus 11.)
- Up Next Session: Billie Eilish: (2017. szeptember 20.)[71]
- Billie Eilish Live at the Steve Jobs Theater (2019. december 19.)

## Turnék

### Headliner
- Don't Smile at Me Tour (2017)
- Where's My Mind Tour (2018)
- 1 by 1 Tour (2018–2019)
- When We All Fall Asleep, Where Do We Go? World Tour (2019-2020)
- Happier Than Ever, The World Tour (2022)
- Hit Me Hard And Soft Tour (2024–2025)

### Nyitóelőadó
- Florence and the Machine – High as Hope Tour (2018–2019)

## Filmográfia
| Cím                                    | Év   | Szerep | Típus          | For.   |
| -------------------------------------- | ---- | ------ | -------------- | ------ |
| Justin Bieber: Seasons                 | 2020 | Önmaga | Dokumentumfilm | [ 72 ] |
| Not My Responsibility                  | 2020 | Önmaga | Rövidfilm      | [ 73 ] |
| Coachella: 20 Years in the Desert      | 2020 | Önmaga | Dokumentumfilm | [ 74 ] |
| Billie Eilish: Kicsit homályos a világ | 2021 | Önmaga | Dokumentumfilm | [ 75 ] |

## Díjai
- American Music Award for New Artist of the Year (American Music Awards of 2019, 2019)
- American Music Award for Favorite Alternative Artist (American Music Awards of 2019, 2019)
- Apple Music Award for Global Artist of the Year (2019)
- Apple Music Award for Songwriter of the Year (2019)
- Apple Music Award for Album of the Year (When We All Fall Asleep, Where Do We Go?,2019)
- Vanguard Award (ASCAP Pop Music Awards, Billie Eilish&Finneas, 2019)
- Women of the Year (Billboard Women in Music, 2019)
- Danish Music Award for Foreign Album of the Year ( When We All Fall Asleep, Where Do We Go?, 2019)
- GAFFA Award for Best Foreign New Act (Sweden,2019)
- LOS40 Music Award for Best International Album (When We All Fall Asleep, Where Do We Go?, 2019)
- Melon Music Award for Best Pop Song ( Bad guy, 2019)
- LOS40 Music Award for Best International Album (When We All Fall Asleep, Where Do We Go?, 2019)
- MTV Europe Music Award for Best Song (Bad Guy, 2019-es MTV Europe Music Awards, 2019)
- MTV Europe Music Award for Best New Act (2019-es MTV Europe Music Awards, 2019)
- MTV Video Music Award a legjobb vágásért (Bad Guy, 2019 MTV Music Awards, 2019)
- MTV Video Music Award for Best New Artist (2019)
- MTV Video Music Award for Push Artist of the Year (2019)
- MTV Video Music Award for Video of the Year ( Bad Guy, Japan)
- MTV Video Play Award for Winning Video (Bad Guy, 2019)
- Nickelodeon Kids' Choice Award for Favorite International Star (Abudhabi, 2019)
- Nickelodeon Kids' Choice Award for Favorite Song (Bad Guy, 2019)
- NJR Music Award for International Breakthrough of the Year (2019)
- NME Award for Best Song in the World (Bad Guy, 2019)
- People's Choice Award for Female Artist of the Year (2019)
- Rolling Stone's International Music Award for Beginner (2019)
- Space Shower Music Award for Best International Artist (2019)
- Spotify Award for Most-Streamed Female Artist-For Users From 13 to 17 Years Old (2019)
- Swiss Music Award for Best International Solo Act (2019)
- Swiss Music Award for Best International Breaking Act (2019)
- TEC Award for Outstanding Creative Achievement-Record Production/Single or Track (Bad Guy, 2019)
- Teen Choice Award for Choice Music – Female Artist (2019-es Teen Choice Awards, 2019)
- Teen Choice Award for Choice Music – Breakout Artist (2019-es Teen Choice Awards, 2019)
- Telehit Award for Best Anglo Video (Bad Guy, 2019)
- Telehit Award for Best Anglo Song (Bad Guy, 2019)
- Telehit Award for Best Solo Female Act (2019)
- Pollstar Award for Best New Headliner (2020)
- MTV Millennial Award for Global Hit ( Bad Guy, Brazil, 2020)
- Billboard Music Award for Top New Artist (2020)
- Billboard Music Award for Top Female Artist (2020)
- Billboard Music Award for Top Billboard 200 Album (When We All Fall Asleep, Where Do We Go?, 2020)
- iHeartRadio Music Award for Female Artist of the Year (2020)
- iHeartRadio Music Award for Alternative Rock Artist of the Year (2020)
- iHeartRadio Music Award for Alternative Rock Album of the Year ( When We All Fall Asleep, Where Do We Go?,2020)
- Juno Award for International Album of the Year (When We All Fall Asleep, Where Do We Go?,2020)
- BRIT Award for International Female Solo Artist (2020 Brit Awards, 2020)
- Grammy-díj az év albumáért (When We All Fall Asleep, Where Do We Go?, 62. Grammy-gála, 2020)
- Grammy-díj a legjobb popalbumért (When We All Fall Asleep, Where Do We Go?, 62. Grammy-gála, 2020)
- Grammy-díj az év felvételéért (Bad Guy, 62. Grammy-gála, 2020)
- Grammy-díj az év daláért (Bad Guy, 62. Grammy-gála, 2020)
- Grammy-díj a legjobb új előadónak (Megan Thee Stallion, 2020, 62. Grammy-gála, Dua Lipa)
- Grammy-díj az év felvételéért (Everything I Wanted,2021)
- Grammy Award for Best Song Written for Visual Media (No Time to Die, 2021)

## Fordítás
- Ez a szócikk részben vagy egészben  a   Billie Eilish című angol Wikipédia-szócikk fordításán alapul.  Az eredeti cikk szerkesztőit annak laptörténete sorolja fel. Ez a jelzés csupán a megfogalmazás eredetét és a szerzői jogokat jelzi, nem szolgál a cikkben szereplő információk forrásmegjelöléseként.